# Nâzim Boudjenah
Pour les articles homonymes, voir Boudjenah.
Le texte peut changer fréquemment, n’est peut-être pas à jour et peut manquer de recul. 
Le titre et la description de l'acte concerné reposent sur la qualification juridique retenue lors de la rédaction de l'article et peuvent évoluer en même temps que celle-ci.
Nâzim Boudjenah, né le 24 août 1972 à Paris est un acteur de théâtre français, et ancien pensionnaire de la Comédie-Française. 

## Biographie

### Formation
Formé au Conservatoire national supérieur d'art dramatique dans les classes de Catherine Hiegel et Philippe Adrien, puis dans les ateliers de Patrice Chéreau, Nâzim Boudjenah est mis en scène par ce dernier dans Henry VI / Richard III (Fragments).

### Carrière
Il joue par la suite sous la direction de divers metteurs en scène : Daniel Benoin, Éric Vigner, Jean-Baptiste Sastre, Simone Benmussa, Christophe Perton, Hubert Colas… En 2003 commence une collaboration au long cours avec Olivier Py, qui le met en scène dans une dizaine de pièces, jusqu'en 2015.
Il fonde en 2005 la compagnie Le Théâtre du Lion Vert, au sein de laquelle il met en scène et interprète diverses pièces, notamment à la Maison de la Poésie La Cantate à trois voix, Les Odes de Paul Claudel, Les Illuminations d’Arthur Rimbaud et Une saison en enfer – spectacle repris dans le cadre d’une carte blanche au Théâtre du Vieux-Colombier.
Il est engagé le 1er janvier 2010 comme pensionnaire de la Comédie-Française et en est licencié en février 2025 après avoir proféré des menaces de mort envers la députée Sandrine Rousseau. 

### Affaires judiciaires
En 2020, Nâzim Boudjenah est accusé de violences sur conjointe et menaces de mort. Le procureur de la République de Paris ouvre début juillet une enquête préliminaire qui est jugée devant le tribunal correctionnel. Une plainte pour viols est également déposée contre le comédien par la victime présumée,.
Il est condamné le 30 juin 2021 à six mois de prison avec sursis probatoire de deux ans comportant une interdiction de contacter la victime, une obligation d’indemnisation et de soin, pour des menaces de mort sur Marie Coquille-Chambel, son ex-partenaire.
En septembre 2024, Sandrine Rousseau porte plainte contre lui pour menaces de mort. La députée déclare que le comédien « a fait des publications sur X (ex-Twitter) », dans lesquelles il évoque son souhait de la mettre dans une « baignoire d’acide » et de lui « [casser] la tête sur le trottoir ». Cette plainte donne lieu à une procédure de licenciement de Nâzim Boudjenah par la Comédie Française en janvier 2025. Le vendredi 6 juin 2025, il est condamné à une amende de 300 euros, à neuf mois de prison avec un sursis probatoire de deux ans l'obligeant à suivre des soins psychologiques et à participer à un stage de lutte contre la haine en ligne. Il a pour interdiction d’entrer en contact avec les victimes, les élues écologistes Alice Coffin et Sandrine Rousseau.

## Filmographie
- 2001 : L'Autre Monde de Merzak Allouache
- 2002 : Boulevard du Palais, épisode Des secrets bien gardés de Vincent Monnet
- 2013 : Ça ne peut pas continuer comme ça (téléfilm) de Dominique Cabrera
- 2013 : Meurtre en trois actes (téléfilm) de Claude Mouriéras
- 2014 : L'Exode (court métrage) de Quentin Jagorel : voix off
- 2015 : Le Dos rouge d'Antoine Barraud

## Théâtre

### Hors comédie-Française
- 1991 : Le Nombril rose de Gilles Nicolas, Lavoir moderne parisien
- 1992 : Roméo et Juliette de William Shakespeare, mise en scène Daniel Benoin, Comédie de Saint-Étienne
- 1993 : Paradoxe sur le comédien de Diderot, mise en scène Pierre Debauche, Théâtre rue Saint-Bernard
- 1994 : Peines d'amour perdues de William Shakespeare, mise en scène Benjamin Sisqueille, Théâtre Jean Vilar Arcueil
- 1996 : L'Illusion comique de Corneille, mise en scène Éric Vigner, CDDB-Théâtre de Lorient, Le Quartz, Théâtre national de Bretagne, Théâtre de Caen, Théâtre des 13 vents, La Ferme du Buisson, TNP Villeurbanne, Théâtre du Port de la lune, Théâtre Nanterre-Amandiers, tournée
- 1996 : Britannicus de Racine, mise en scène Nâzim Boudjenah, CNSAD
- 1997 : Haute surveillance de Jean Genet, mise en scène Jean-Baptiste Sastre, Théâtre de la Bastille
- 1998 : Henry VI/Richard III (Fragments) de William Shakespeare, mise en scène Patrice Chéreau, CNSAD, Festival d'automne à Paris, Manufacture des Œillets Ivry-sur-Seine
- 1999 : La Bataille de Vienne de Peter Turrini, mise en scène Catherine Hiegel, CNSAD
- 2000 : Matricule de Luc Bassong, mise en scène Simone Benmussa, Théâtre du Rond-Point
- 2001 : Lear d'Edward Bond, mise en scène Christophe Perton, Théâtre de la Ville
- 2001 : Purifiés de Sarah Kane, mise en scène Hubert Colas, Théâtre des Bernardines Marseille
- 2001 : Dom Juan de Molière, mise en scène Christophe Thiry, Festival d’Avignon off
- 2001 : Tamerlan Le Grand de Christopher Marlowe, mise en scène Jean-Baptiste Sastre, Théâtre national de Chaillot
- 2002 : Dom Juan de Molière, mise en scène Christophe Thiry, Café de la Danse
- 2002 : La Rose de Mongolie de Bruno Michel et Nâzim Boudjenah
- 2003 : Le Soulier de satin de Paul Claudel, mise en scène Olivier Py, CADO, Théâtre national de Strasbourg, Théâtre de la Ville
- 2003 : Neruda Volando de Pablo Neruda, mise en scène Alain Sicard
- 2004 : Jeanne d'Arc au bûcher de Paul Claudel et Arthur Honegger, mise en scène Olivier Py, Festival d'Édimbourg
- 2005 : Les Vainqueurs d'Olivier Py, mise en scène de l'auteur, CADO, Théâtre du Rond-Point, Festival d'Avignon
- 2005 : Une saison en enfer d'Arthur Rimbaud, mise en scène Nâzim Boudjenah
- 2006 : Un chapeau de paille d'Italie d'Eugène Labiche, mise en scène Olivier Balazuc, Nouveau théâtre de Montreuil
- 2006 : L'Énigme Vilar hommage à Jean Vilar, mise en scène Olivier Py, Festival d'Avignon
- 2006 : Les Vainqueurs d'Olivier Py, mise en scène de l'auteur, Théâtre du Rond-Point
- 2006 : Cabale du cheval Pégaséen de Giordano Bruno, mise en scène Nâzim Boudjenah, Le Bahut Arcueil
- 2007 : Un chapeau de paille d'Italie d'Eugène Labiche, mise en scène Olivier Balazuc, La Faïencerie, Comédie de Béthune
- 2007 : Le Cid de Corneille, mise en scène Wissam Arbache, Théâtre de Gennevilliers
- 2007 : La Thébaïde ou les frères ennemis de Racine, mise en scène Sandrine Lanno, Nouveau théâtre de Montreuil, Théâtre de la Manufacture
- 2007 : Faust nocturne d'Olivier Py, mise en scène de l'auteur, CADO
- 2008 : Une saison en enfer et Les Illuminations d'Arthur Rimbaud, mise en scène Nâzim Boudjenah, Maison de la Poésie
- 2008 : La Cantate à trois voix de Paul Claudel, mise en scène Nâzim Boudjenah, Maison de la Poésie
- 2008 : L'Orestie d'Eschyle, mise en scène Olivier Py, Odéon-Théâtre de l'Europe
- 2008 : L'Âme et le verbe : Arthur Rimbaud et Paul Claudel, conception Nâzim Boudjenah, Théâtre de la Butte, Le Trident
- 2009 : Les Sept contre Thèbes d'Eschyle, mise en scène Olivier Py, Odéon-Théâtre de l'Europe
- 2009 : Le Soulier de satin de Paul Claudel, mise en scène Olivier Py, Odéon-Théâtre de l'Europe
- 2009 : L'Enfant meurtrier de Lazare Herson-Macarel, mise en scène de l'auteur, Odéon-Théâtre de l'Europe Ateliers Berthier
- 2009 : Psaumes. Paul Claudel, adaptation Pascal David, mise en scène Stéphane Daclon, Cathédrale de Saint-Malo, Festival d'Avignon, Église Saint-Roch
- 2009 : L'Enfant meurtrier de Lazare Herson-Macarel, mise en scène de l'auteur, Odéon-Théâtre de l'Europe Ateliers Berthier
- 2009 : Les Enfants de Saturne d'Olivier Py, mise en scène de l'auteur, Odéon-Théâtre de l'Europe Ateliers Berthier
- 2011 : Pierre et Mohamed Pièce de Adrien Candiard, d'après les textes de Mgr Pierre Claverie, évêque d'Oran, assassiné le 1er août 1996 avec son chauffeur et ami Mohamed Bouchikhi. Spectacle filmé à l'église Saint-Joseph-des-Carmes à Paris, 22/09/2011.
- 2015 : Le Roi Lear de William Shakespeare, mise en scène Olivier Py. Cour d'honneur du Palais des Papes - Festival d'Avignon.

### Comédie-Française
- Entrée à la Comédie-Française le 1er janvier 2010

#### Comédien
- 2010 : La Dispute de Marivaux, mise en scène Muriel Mayette, tournée en France, Mesrin
- 2010 : La Folie d'Héraclès d'Euripide, mise en scène Christophe Perton, Théâtre du Vieux-Colombier, Lycos et Iris
- 2010 : Cyrano de Bergerac d'Edmond Rostand, mise en scène Denis Podalydès, Salle Richelieu, Le Cavalier, Bellerose, pâtissier, le mousquetaire, Cadet (en alternance)
- 2010 : L'Avare de Molière, mise en scène Catherine Hiegel, Salle Richelieu, La Flèche
- 2010 : Le Mariage de Nicolas Gogol, mise en scène Lilo Baur, Théâtre du Vieux-Colombier, Kapilotadov, fonctionnaire, conseiller surnuméraire
- 2011 : La Maladie de la famille M. de Fausto Paravidino, mise en scène de l'auteur, Théâtre du Vieux-Colombier, Fulvio
- 2011 : L'Opéra de quat'sous de Bertolt Brecht et Kurt Weill, mise en scène Laurent Pelly, Salle Richelieu, Smith
- 2011 : Ubu roi d'Alfred Jarry, mise en scène Jean-Pierre Vincent, Salle Richelieu, Conspirateur, M. de Königsberg, 2e noble, magistrat, Stanislas Leczinsky, un conseiller, Rensky et le commandant du navire
- 2011 : L'Avare de Molière, mise en scène Catherine Hiegel, Salle Richelieu, La Flèche
- 2011 : La Noce de Bertolt Brecht, mise en scène Isabel Osthues, Théâtre du Vieux-Colombier, Le Marié
- 2012 : Le Mariage de Nicolas Gogol, mise en scène Lilo Baur, Théâtre du Vieux-Colombier, Kapilotadov, fonctionnaire, conseiller surnuméraire (en alternance)
- 2012 : Erzuli Dahomey, déesse de l'amour de Jean-René Lemoine, mise en scène Éric Génovèse, Théâtre du Vieux-Colombier, West
- 2012 : Antigone de Jean Anouilh, mise en scène Marc Paquien, Théâtre du Vieux-Colombier, Hémon
- 2012 : Un chapeau de paille d'Italie d'Eugène Labiche, mise en scène Giorgio Barberio Corsetti, Salle Richelieu, Beauperthuis (en alternance)
- 2013 : Rituel pour une métamorphose de Saadallah Wannous, mise en scène Sulayman Al-Bassam, Afsah, Safwâm et un gendarme
- 2014 : La Petite Fille aux allumettes de Hans Christian Andersen, mise en scène Olivier Meyrou, Studio-Théâtre, le père
- 2015 : Innocence de Dea Loher, mise en scène Denis Marleau, Salle Richelieu, Elisio
- 2016 : Cyrano de Bergerac d'Edmond Rostand, mise en scène Denis Podalydès, Salle Richelieu, Bellerose
- 2018 : Les Ondes magnétiques de David Lescot, mise en scène de l'auteur, Vieux Colombier, Scritch
- 2019 : Les Oubliés de et mise en scène Julie Bertin et Jade Herbulot, Théâtre du Vieux-Colombier
- 2019 : Jules César de William Shakespeare, mise en scène Rodolphe Dana, Théâtre du Vieux-Colombier
- 2019 : La Vie de Galilée de Bertolt Brecht, mise en scène Éric Ruf, Salle Richelieu

#### Metteur en scène
- 2017 : Intérieur de Maurice Maeterlinck au Studio de la Comédie-Française, avec Thierry Hancisse (le Vieillard), Anne Kessler (Marthe), Pierre Hancisse (l'Étranger) et Anna Cervinka (Marie)[10]